# Stensjön (Skallsjö socken, Västergötland)
Stensjön är en sjö i Lerums kommun i Västergötland och ingår i Göta älvs huvudavrinningsområde. Sjön är 8 meter djup, har en yta på 0,104 kvadratkilometer och befinner sig 104,1 meter över havet. Sjön avvattnas av vattendraget Tvärån.

## Delavrinningsområde
Stensjön ingår i det delavrinningsområde (640800-129480) som SMHI kallar för Inloppet i Stora Härsjön. Medelhöjden är 110 meter över havet och ytan är 7,08 kvadratkilometer. Det finns inga avrinningsområden uppströms utan avrinningsområdet är högsta punkten. Tvärån som avvattnar avrinningsområdet har biflödesordning 4, vilket innebär att vattnet flödar genom totalt 4 vattendrag innan det når havet efter 44 kilometer. Avrinningsområdet består mestadels av skog (79 %). Avrinningsområdet har 1,26 kvadratkilometer vattenytor vilket ger det en sjöprocent på 17,8 %.